# Hedotettix costatus
Hedotettix costatus är en insektsart som beskrevs av Hancock, J.L. 1912. Hedotettix costatus ingår i släktet Hedotettix och familjen torngräshoppor. Inga underarter finns listade i Catalogue of Life.